# Bitka kod Termopila
Bitka kod Termopila (kolovoz ili rujan 480. pr. Kr.) vođena je u sklopu Grčko-perzijskih ratova, odnosno druge perzijske ekspedicije predvođene velikim kraljem Kserksom, sinom Darija Velikog. Bitka se održala kraj prolaza Termopila (Vruća vrata), gotovo istovremeno kad i pomorska bitka kod Artemizija. Sukobljene strane bili su savez grčkih polisa predvođenih Spartom i Perzijsko Carstvo. Perzijska vojna ekspedicija bila je odgovor na atensko pomaganje jonskog ustanka, gusarenje nad perzijskim brodovima u Egejskom i Sredozemnom moru, grčko razaranje hrama u Sardu (perzijska satrapija), te kao ispravak neuspješne prve vojne ekspedicije koju je poveo veliki kralj Darije I. Veliki. Atenski general Temistoklo predložio je da se Perzijance pokuša zaustaviti istodobno kod prolaza Termopila na kopnu i kod tjesnaca Artemizija.
Grčki plan bio je neutralizirati perzijsku brojčanu nadmoć rabeći prirodne uske prolaze poput Termopila koji je od planine do morskih litica bio širok svega 14 m i u kojem se mogla boriti samo grupica od obje vojske. Unatoč hrabrom pokušaju suprotstavljanja nadmoćnijoj vojsci, Perzijanci su porazili grčke snage te nastavili napredovati prema jugu gdje su u znak odmazde spalili polise Atenu i Eretriju. Kserkso i većina vojske se potom vratila u Perziju prvenstveno zbog pobuna u Babilonu, dok je u Grčkoj ostavljena manja vojska pod vodstvom generala Mardonija, koje su ujedinjeni Grci napali i porazili godinu dana poslije kod Plateje.
Unatoč porazu, bitka kod Termopila postala je sinonimom hrabrosti u djelima zapadnih povjesničara, gdje je često opisana kao primjer malobrojnih domoljuba koji se brane protiv brojčano nadmoćnijeg neprijatelja. Zanimljivo je kako se slična bitka odigrala stoljeće i pol nakon bitke kod Termopila, gdje je šačica vrsnih perzijskih vojnika kod Perzijskih vrata zadržala vojsku Aleksandra Makedonskog više od mjesec dana.

## Pozadina

### Perzijsko Carstvo
Grčki gradovi-države (tzv. polisi) Atena i Eretrija financirali su neuspješni Jonski ustanak protiv Perzijskog Carstva u doba vladavine Darija I. Velikog (499. – 494. pr. Kr.). Perzijsko Carstvo bilo je još uvijek relativno mlado, te kao takvo sklono čestim pobunama diljem prostranog carstva. Darije Veliki imao je bogato iskustvo s pobunama protiv njegove vladavine, pa je kao odgovor na atensku potporu jonskom ustanku odlučio kazniti sve upletene, posebno one koji nisu bili dijelom njegovog carstva. Također, Darije je u tome vidio priliku i da proširi svoje carstvo na antičku Grčku. Godine 492. pr. Kr. poslao je generala Mardonija da pripremi teren za vojnu ekspediciju, pa je ovaj osvojio Trakiju i pridobio savezništvo Makedonije u korist Perzije.
Godine 491. pr. Kr. Darije je poslao pregovarače u sve grčke polise, te je s većinom skopio sporazume o suradnji osim s Atenom i Spartom koji su odbili perzijsku ponudu i tako automatski objavili rat Perziji.
Nakon toga, Darije je 490. pr. Kr. poslao mornaricu pod zapovjedništvom Data i Artaferna koji su prvo napali otok Naksos na Cikladima i pokorili tamošnje stanovništvo. Perzijska vojska tada je nastavila kažnjeničku ekspediciju prema Eretriji, koju su opkolili i razorili. Konačno, nastavili su put prema Ateni i iskrcali su se blizu Maratonskog zaljeva gdje su se suprotstavili atenskog vojsci. U bitci kod Maratona Atenjani su ostvarili značajnu pobjedu koja je rezultirala povlačenjem perzijske vojske.
Nakon što je perzijska ekspedicija protiv Atene doživjela neuspjeh, Darije je odlučio poslati veću vojsku da kazni Atenu, no 486. pr. Kr. počela je pobuna u perzijskoj satrapiji Egiptu, zbog čega je druga vojna ekspedicija protiv Grčke otkazana. Prilikom priprema za smirivanje pobune u Egiptu Darije Veliki umire, a nasljeđuje ga njegov sin Kserkso. Kserkso je ugušio pobunu u Egiptu, i ubrzo počeo pripremati novu kažnjeničku ekspediciju protiv Grčke. Budući da je nova ekspedicija trebala biti veća od one koje je pokrenuo njegov pokojni otac Darije, perzijska vojska krenula je s planiranjem, skupljanjem zaliha i novačenjem regruta za novu vojnu operaciju.
Kserkso je odlučio sagraditi pontonski most preko Helensponta (Dardanela) da olakša svojoj vojsci prijelaz na teritorij Europe, te iskopavanje kanala preko prevlake brda Atos koji je bio na glasu kao vrlo opasan zbog morskih struja, plićaka i oluja, gdje je perzijska flota 492. pr. Kr. doživjela velike gubitke. Oba projekta predstavljala su ambiciozni inženjerski plan kojeg do tada nitko nije pokušao ostvariti. Početkom 480. pr. Kr. pripreme su bile gotove, pa se perzijska vojska okupila u lidijskom gradu Sardu nakon čega je počeo marš prema Europi. Vojska je kod Dardanela prešla na europsko kopno preko dva velika pontonska mosta koji su predstavljali vrhunsko inženjersko dostignuće tog vremena.

### Grčka
Atenjani su se također pripremali za rat s Perzijancima od sredine 480-ih godina, te su 482. pr. Kr. prema savjetima atenskog političara Temistokla odlučili sagraditi golemu flotu trirema koje su bile neophodne za rat protiv Perzije. Ipak, Atenjani nisu imali ljudstvo za rat protiv Perzije na kopnu i moru, pa su smatrali kako je neophodan savez između grčkih gradova-država. Godine 481. pr. Kr. Kserkso je poslao veleposlanike po cijelog Grčkoj nudeći savezništvo, no Atena i Sparta su odbili perzijske uvjete, što je pak nagnalo neke manje grčke polise da stanu na njihovu stranu. Na kongresu grčkih gradova-država u kasnu jesen 481. pr. Kr. stvoren je konfederacijski savez grčkih polisa. Taj korak predstavljao je prekretnicu u grčkom svijetu, jer je većina grčkih gradova-država do tada bila tehnički u međusobnom ratu.
Kongres se ponovo sastao u proljeće 480. pr. Kr. gdje je tesalijska delegacija predložila kako se saveznici mogu okupiti kod doline Tempa na granicama Tesalije što je pogodno mjesto za zaustavljanje napredovanja Kserksove vojske. Grčka vojska od 10.000 hoplita poslana je kod doline Tempa jer su na tom mjestu očekivali prolaz perzijske vojske. Ipak, kada su došli do doline čuli su od Aleksandra I. Makedonskog kako Perzijanci mogu proći u srce Grčke i preko prolaza Sarantoporo te kako su Perzijanci brojčano nadmoćniji, nakon čega su se Grci povukli. Nedugo poslije, dojavljeno im je kako jer Kserkso s vojskom prešao Dardanele.
Nakon povlačenja iz doline Tempa, drugu strategiju je predložio Temistoklo. Put koji vodi prema južnoj Grčkoj (Boetija, Atika i Peloponez) usmjerit će perzijsko napredovanje prema vrlo uskom prolazu Termopila, koji lako može biti blokiran od strane grčkih hoplita jer tu brojčana superiornost Perzijanaca ne može doći do izražaja. Također, osim kopnene blokade bila je moguća i pomorska blokada kod morskog tjesnaca u blizini rta Artemizija. Ova dvostruka kopneno-pomorska strategija prihvaćena je na grčkom kongresu. Na kongresu je odlučeno i da će peloponeški gradovi evakuirati svoje civilno stanovništvo zbog mogućeg neuspjeha obrane, pa je većina Atenjana evakuirana u grad Trezenu.

## Uvod
Perzijska vojska je nesmetano napredovala kroz Trakiju i Makedoniju, a vijesti o neminovnom perzijskom dolasku u Grčku pročule su se kod saveznika u kolovozu. U to doba su Spartanci, praktički vojni lideri saveza, slavili Karnejski festival. U vrijeme tog festivala, vojne djelatnosti bile su zabranjene spartanskim zakonom zbog čega su Spartanci deset godina ranije zakasnili na bitku kod Maratona. Također, istovremeno je bilo doba i Olimpijskih igrara za vrijeme kojih je također prema zakonu vladalo primirje, pa se ratovanje u doba istih smatralo osvrknućem. Međutim, prilikom ovog navrata efori su odlučili kako je opasnost prevelika pa su dozvolili kralju Leonidi da s osobnom gardom od 300 vojnika, te većim brojem pratećih trupa iz ostatka Lakonije (uključujući helote) krenu u rat. Prilikom njihove ekspedicije cilj je bio okupiti što više savezničkih trupa, te pričekati dolazak ostatka spartanske vojske.
Prilikom puta ka Termopilu, spartanskoj vojsci su se priključili kontigenti iz raznih gradova pa su imali desetak tisuća ljudi prilikom dolaska do prolaza. Leonida je postavio svoj logor kod srednjih vrata, odnosno najužeg dijela Termopilskih vrata, gdje su Fokiđani ranije izgradili obrambeni zid. Od lokalnog je stanovništva Leonida čuo kako postoji i planinski prolaz koji može poslužiti za zaobilaženje Termopilskih vrata, pa je odlučio postaviti 1000 Fokiđana da onemoguće takav eventualni pokušaj.
Konačno, sredinom kolovoza perzijska vojska došla je do Malijskog zaljeva (dio Korintskog zaljeva, odnosno Egejskog mora) te se počela približivati Termopilu. Uoči samog perzijskog dolaska u blizinu prolaza, grčki saveznici održali su vojni sastanak. Neki Peloponežani predložili su povlačenje do Korintske prevlake i blokadu prolaza na Peloponez. Fokiđani i Lokriđani, čiji su gradovi bili smješteni u blizini, srdito su ustrajavali na obrani Termopila i na traženju pomoći od susjeda. Leonida je smirio paničarenje te se složio da ostanu kod Termopila.
Perzijski veliki kralj Kserkso poslao je pregovarače kod Leonide koji su ponudili Grcima slobodu odnosno status Prijatelja perzijskog naroda i bolju zemlju, no Leonida je odbacio perzijsku ponudu pa je bitka postala neizbježna. Kserkso je odlučio odgoditi napad na četiri dana čekajući svoje saveznike u zaostatku, te je ponudio Spartancima ultimatum za predaju.

## Suprotstavljene snage

### Perzijska vojska
Broj perzijskih trupa koje je Kserkso poveo u ekspediciju protiv Grčke je predmet tisućljetne rasprave, jer su antičke brojke pretjerano preuveličane. Herodot npr. navodi kako je u pohodu sudjelovalo 2,6 milijuna Perzijanaca s jednako toliko njihovih saveznika što čini nevjerojatan broj od 5,2 milijuna ljudi. Grčki pjesnik Simonid s Keja spominje brojku od četiri milijuna, dok Ktezije daje brojku od 80.000 perzijskih vojnika.
Moderni povjesničari skloni su potpunom odbacivanju tih antičkih brojki koje smatraju nerealnim jer su ih pisali pristrani grčki povjesničari. Moderne procijene variraju od najviše 200-250 tisuća vojnika, do minimuma od svega 15-20 tisuća vojnika. Točan broj perzijskih trupa koje su sudjelovale u bitci otežava i nerazjašnjenost jesu li prema Termopilu krenuli svi perzijski vojnici, ili je dio ostao u vojnim kampovima u Makedoniji i Tesaliji.
Perzijsko Carstvo bilo je prvo federalno carstvo u povijesti i objedinjavalo je teritorije desetaka raznih naroda. Budući da su Perzijanci prema pokorenim narodima provodili politiku tolerancije, zaštite i ukidanja ropstva, velika većina naroda stala je uz Perziju tijekom ratova protiv grčkog saveza. Vojnici mnogih naroda dobrovoljno su sudjelovali u perzijskoj vojsci, što uključuje Perzijance, Medijce, Asirce, Feničane, Babilonce, Indijce, Egipćane, Židove, Arape, te Grke iz perzijskih satrapija odnosno savezničkih pokrajina. Kserksov otac Darije I. Veliki bio je vrlo obziran prema svojim grčkim građanima kojima je financirao gradnju velikih hramova, ukidao ropstvo u grčkim gradovima, te Apolonova „sveta područja“ oslobađao od poreza. To je stvorilo velike simpatije jonskih i makedonskih Grka prema Perziji pa su stali na njihovu stranu tijekom Grčko-perzijskih ratova jer time su osiguravali prosperitet i sigurnost, za razliku od savezništva s moćnijim grčkim polisima koji su ratovali međusobno i time konstantno slabili.
Okosnicu perzijske vojske činili su vrsni Perzijski besmrtnici i medijski kopljanici. Besmrtnici su bili vrsna pješadijska jedinica poznata diljem svijeta po svojoj hrabrosti i sposobnosti, koja je uvijek imala 10.000 vojnika. Članovi tih vrsnih jedinica trenirani su od rođenja, a njima su mogli postati samo Perzijanci i Medijci. Ime su dobili po tome što bi u slučaju pogibje, bolesti ili starosti određenog člana na njegovo mjesto došao novi vojnik. U mirnodopsko vrijeme služili su kao carska tjelesna zaštita. Bili su naoružani kratkim lukom, kopljem i mačem, te zaštićeni metalnim oklopom. Medijski kopljanici podjednako dobro su se koristili kopljem i štitom, te su među perzijskim pješaštvom imali iznimnu reputaciju, odmah nakon Besmrtnika. Štit geron bio im je napravljen od pletenog šiblja prevučenog kožom koji je pružao dobru zaštitu od napada strijelama, no nedovoljnu zaštitu od preciznih uboda teških mačeva.

### Grčka vojska
| Grupa                      | Broj - Herodot                        | Broj - Diodor sa Sicilije              |
| -------------------------- | ------------------------------------- | -------------------------------------- |
| Spartanci                  | 300                                   | 300                                    |
| Lakedemonjani/ Perijeci    | 1000?                                 | 1.000 (uključujući Spartance?)         |
| Spartanski heloti (robovi) | 900?                                  | -                                      |
| Mantinejci                 | 500                                   | 3.000 (ostali Peloponežani s Leonidom) |
| Tegejci                    | 500                                   | 3.000 (ostali Peloponežani s Leonidom) |
| Arkadijski Orhomeni        | 120                                   | 3.000 (ostali Peloponežani s Leonidom) |
| Ostali Arkadijci           | 1.000                                 | 3.000 (ostali Peloponežani s Leonidom) |
| Korintnjani                | 400                                   | 3.000 (ostali Peloponežani s Leonidom) |
| Fliuntnjani                | 200                                   | 3.000 (ostali Peloponežani s Leonidom) |
| Mikenjani                  | 80                                    | 3.000 (ostali Peloponežani s Leonidom) |
| Ukupno Peloponežana        | 3.100 ili 4.000                       | 4.000 ili 4.300                        |
| Tespijanci                 | 700                                   | -                                      |
| Malijanci                  | -                                     | 1.000                                  |
| Tebanci                    | 400                                   | 400                                    |
| Fokiđani                   | 1.000                                 | 1.000                                  |
| Opuntski Lokriđani         | "Sve što su imali"                    | 1.000                                  |
| Sveukupno                  | 5.200 (ili 6.100) bez opuntskih Lokra | 7.400 (ili 7.700)                      |

Napomene:
- Broj Peloponežana

Diodor sa Sicilije navodi kako je bilo 1000 Lakedemonjana i 3000 drugih Peloponežana, što ukupno čini 4000 trupa. Herodot također navodi isti broj od 4000 Peloponežana. No, na nekim drugim mjestima Herodot spominje 3100 Peloponežana kod Termopila uoči bitke. Također, Herodot spominje i helote no nije precizirao njihov točan broj. Razlike između dvaju podataka iz tablice mogu se objasniti vjerojatnim sudjelovanjem 900 helota (trojica uz svakog Spartanca) u bitci. Prema alternativnoj inačici, nedostatak od 900 trupa u Herodotovim spisima možda čine Perijeci koje se može poistovjetiti s Diodorovim navođenjem 1000 Lakedemonjana.
- Broj Lakedemonjana

Sljedeći je nerazjašnjen podatak Diodorova nerazjašnjenost je li u 1000 Lakedemonjana spadaju onih 300 Spartanaca. U svojim spisima prvo navodi: „Leonida je poveo sa sobom tisuću ljudi“, da bi dalje dodao „Stajalo je tamo tisuću Lakedemonjana, i s njima tri stotine Spartanaca“, što precizno razjašnjenje čini gotovo nemogućim.
Pauzanije se u svojim navodima slaže s Herodotom (kojeg je vjerojatno čitao), osim što on daje precizan broj Lokriđana koje Herodot nije naveo. Prema Pauzaniju, Lokriđani su poslali čitavu svoju vojsku koja je imala 6000 ljudi, što s ostatkom od 5200 ljudi čini sveukupno 11.200 trupa.

## Strategija i taktika
Sa strateškog gledišta obrana Termopila predstavljala je najbolji mogući način obrane od superiornijeg neprijatelja. Grčki plan nije uključivao izravan oružani sukob protiv Perzije za koji su znali da ne mogu pobijediti, već zaustavljanje perzijskog napredovanja u Grčku pa se grčka doktrina zasnivala isključivo na obrani. Obrana prolaza kod Termopila i tjesnaca kod Artemizija odabrana je zbog zemljopisnih osobina jer u uskim kopnenim i morskim prolazima perzijska brojčana nadmoć ne može doći do izražaja. Budući da se perzijska ekspedicija služila paralelnim snagama na kopnu i moru, kopnena vojska ovisila je o zalihama koje je prenosila njihova mornarica pa nisu mogli dopustiti da se zadrže na jednom mjestu duže vrijeme. Perzijanci su uoči bitke znali da se moraju ili povući ili dalje napredovati da zadrže koordinaciju trupa na kopnu i zaliha na moru, a prolaz kod Termopila kao zemljopisno usko grlo predstavljalo je mogući problem za njihovo napredovanje.
Taktički gledano, prolaz kod Termopila bio je idealno mjesto za grčki stil ratovanja. Vojna formacija falange koju su koristili hopliti mogla je blokirati uski prolaz bez opasnosti da ih s bokova napadne perzijska konjica. Također, prednosti falange u odnosu na perzijske formacije su da su grčki vojnici opremljeni teškom kacigom, oklopom i štitom, dok je većina perzijske vojske bila lako pješaštvo, izuzevši teško oklopljene Perzijske besmrtnike. Glavna slaba točka kod Grka bio je planinski prolaz koji je vodio paralelno s Termopilskim vratima i koji je mogao Perzijancima poslužiti da zaobiđu i okruže grčke snage. Iako je taj put bio vjerojatno neprohodan za perzijsku konjicu, mogao je poslužiti njihovom pješaštvu od kojeg je veći dio bio treniran u planinskim uvjetima borbe. Leonida je čuo za taj put od lokalnog stanovništva, pa je stacionirao tisuću Fokiđana da ga blokiraju.

### Topografija terena
U doba bitke, prolaz kod Termopila nalazio se između planine i obale Malijskog zaljeva, bio je toliko uzak (14 m) da su istovremeno mogla proći samo jedna bojna kola. Na južnoj strani nalazile su se litice planine, dok se s južne strane nalazio morski zaljev. Na stazi su se nalazila tri suženja ili vrata (pylai); na srednjim vratima nalazio se zid koji su stoljeće ranije podigli Fokiđani da se zaštite od tesalijske invazije. Naziv Termopil što na grčkom jeziku znači Vruća vrata dolazi od vrućih izvora koji se nalaze u blizini prolaza.
U današnje doba isti se prolaz više ne nalazi uz obalu zaljeva već je od istog udaljen nekoliko kilometara, zbog sedimentacije Malijskog zaljeva. Stari put nalazi se neposredno uz litice, uz koje prolazi moderna cesta. Novija istraživanja govore kako je prolaz bio stotinjak metara širine i da je more dolazilo do vrata. Termopil i dan danas ima važan strateški položaj pa su se kod njega i u novije doba vodile značajne bitke, poput one u 2. svjetskom ratu kada su snage Commonwealtha neuspješno pokušale zaustaviti njemačku invaziju. Moderna bitka odigrala se svega nekoliko metara od one antičke.

## Bitka
Detalji bitke slabo su poznati jer se temelje uglavnom na Herodotovim legendama, koje se pak temelje na iskazima svega nekolicine Grka koji su preživjeli cijelu bitku. Gotovo pouzdano se zna kako je Kserkso dao Grcima ultimatum od 5 dana da se povuku. Nakon što su se Grci odbili povući poslao je vojnike u napad. Herodot tvrdi kako su Perzijanci više puta odbijeni uz velike gubitke i kako je bitka trajala tri dana. Kao dokaz tim navodima spominje da su grčki hopliti imali duža koplja, za razliku od Perzijanaca koji su bili naoružani kratkim kopljima i strijelama.
Prema jednoj od legenda, nakon kraja drugog dana borbi lokalni grčki pastir Efijalt je prebjegao Perzijancima i rekao im za drugi prolaz paralelan s Termopilom, koji je branilo 1000 Grka. Kada su Perzijanci napali taj dio prolaza, Grci su se nakon slabog otpora povukli poslije čega su Grci ostali zarobljeni na prolazu. Uoči opkoljavanja Leonida je zaključio kako daljnja obrana nije moguća pa je naredio povlačenje, međutim 700 Tespijanaca pod vodstvom Demofila odbilo se povući s ostatkom grčkih trupa, već su ostali zajedno s oko 300 Spartanaca, Leonidinih osobnih tjelohranitelja i oko 400 Tebanaca. Razlozi zbog kojih su ostali nisu poznati, navodi se kako su se ostali boriti zbog časne pogibje i slave, no također postoji scenarij prema kojem se nisu ni mogli povući jer su ih Perzijanci okružili. Na posljetku bitke Tebanci su se predali, dok su se Spartanci i Tespijanci suočili se vrsnom perzijskom jedinicom Besmrtnika protiv kojih su svi Grci izginuli.

## Posljedice
Nakon perzijskog odlaska, Grci su pokupili svoje mrtve vojnike i pokopali ih na obližnjem brežuljku. Poslije svršetka perzijske ekspedicije u Grčkoj, pokraj Termopila isklesan je kameni lav kao spomen za poginulog Leonidu. Punih četrdeset godina poslije bitke, Leonidine kosti iskopane su i vraćene u Spartu gdje su ga ponovo sahranili s punim počastima, dok su svake godine održavane pogrebne igre u njegovu čast.
Zbog grčkog poraza kod Termopila, blokada kod rta Artemizija postala je irelavantna u strateškom smislu pa se grčka flota povukla u Saronski zaljev gdje je pomagala evakuaciji preostalih atenskih građana na otok Salaminu.
Nakon prolaza kroz Termopil, perzijska vojska kaznila je sve gradove koji su sudjelovali na neprijateljskoj strani, te su nastavili napredovati prema gradovima Ateni i Eretriji koje su u znak odmazde zbog gusarenja i pljačkanja Sarda sravnili sa zemljom.
Istodobno, grčki savez pripremao je obranu kod Korintske prevlake gdje su rušili svaku cestu koja je vodila prema njoj i na kojoj su gradili obrambeni zid. Također, služeći se identičnom taktikom onesposobljavanja perzijske koordinacije na kopnu i moru, Grci su pripremali djelotvornu pomorsku strategiju koja je trebala onemogućiti perzijskoj mornarici direktno iskrcavanje na Peloponez. Atenski general Temistoklo predlagao je izravan sukob s perzijskom mornaricom u uskim zaljevima Peloponeza poput onog kod Salamine, gdje je mjesec dana nakon bitke kod Termopila grčka flota uspjela blokirati perzijsku flotu te osigurala Peloponez od opasnosti.
Prilikom napredovanja perzijske kopnene vojske prema Peloponezu, Kserksu je javljeno kako se dogodila pobuna u jednom od najvažnijih perzijskih gradova Babilonu, pa se s većinom vojske vratio u Perziju, dok je u Grčkoj ostavio generala Mardonija i manji dio vojske sastavljen uglavnom od njihovih grčkih saveznika, koju je sljedeće godine kod Plateje porazila brojnija udružena grčka vojska. Grčko-perzijski rat završit će tek trideset godina poslije, odnosno 449. pr. Kr. kada je potpisan Kalijin mir.

## Značaj
Bitka kod Termopila vjerojatno je najpoznatija bitka u europskoj antičkoj povijesti, te se spominje u raznim oblicima kulture kroz cijelu antičku i modernu povijest. U zapadnoj kulturi događaj ima naglasak na Grcima odnosno na njihovom nastupu tijekom bitke.
Ipak, u kontekstu perzijske ekspedicije u Grčkoj, bitka kod Termopola nesumnjivo predstavlja poraz za grčke saveznike koji je imao katastrofalne posljedice. Što god da su saveznici pokušali, svakako da im cilj nije bila predaja Boetije i Atike Perzijancima. Mnogi moderni izvori govore kako je značaj bitke bio zadržavanje Perzijanaca kod Termopila dok su Grci okupljali flotu kod Salamine, ili pretpostavljaju kako su Perzijanci demoralizirani navodnim velikim gubitcima, što najvjerojatnije nije točno. Teorija kako je bitka kod Termopila održana na bi se pripremila grčka flota za Salaminu ignorira činjenicu kako se ista flota borila i pretrpjela poprilične gubitke u bitci kod Artemizija, koja je vođena istodobno kad i ona kod Termopila. Vremenski period između bitaka kod Termopila i Artemizija nije bio značajan ni u smislu blokiranja perzijskog napredovanja, ni za obnovu grčke flote. Očito jest da je grčka strategija bila potpuna blokada Perzijanaca kod Termopila i Artemizija te da je u potpunosti propala, što podrazumijeva da su pretrpjeli neosporiv poraz.
Bez obzira na ishod i konačne posljedice bitke, sama ideja o zaustavljanju nadmoćnijeg neprijatelja služeći se zemljopisnim čimbenicima i posebnom taktikom postala je inspiracija mnogim zapadnim piscima, umjetnicima i vojnim taktičarima, koji i dan danas stvaraju umjetnička djela na temu, ili pak na vojnim akademijama proučavaju situaciju u kojoj se mala skupina dobro treniranih i vođenih vojnika može braniti protiv višestruko jačeg protivnika.

## Spomenici
Na mjestu bitke i po čitavoj Grčkoj podignuti su brojni spomenici koji veličaju spartanskog kralja Leonidu i njegove borce. Najpoznatiji je svakako spomenik sa Simonidinim epigramom koji kaže:
Pođi, neznanče, Sparti pripovjedi:
Pali smo slušajuć što nam zapovjedi.
- Epitaf sa Simonidinim epigramom

## Legende
Uz bitku se vežu mnoge grčke legende koje najčešće ismijavaju Perzijance, a veličaju hrabrost i slavu grčkih vojnika. Jedna legenda kaže kako je Kserkso, bijesan nakon što mu je oluja navodno oštetila most preko Dardanela, naredio šibanje mora da ga se kazni. Druga legenda tvrdi kako je perzijska izvidnica javila Kserksu kako su Spartanci uoči bitke češljali kosu na što se veliki kralj smijao, no da ga je spartanski prebjeg Demarat upozorio kako je to spartanski običaj uoči bitke za koji znaju da se iz nje neće vratiti živi. Postoji i legenda kako su dvojica spartanskih hoplita zbog oftalmije privremeno oslijepili no da je jedan od njih ipak zatražio od roba da ga pošalje u bitku gdje su ga izbole perzijske strijele, dok su drugog robovi vratili u Spartu gdje je tretiran kao kukavica i dezerter. Ostale legende pričaju kako su se Perzijanci smrtno bojali i nenaoružanih Spartanaca, koji su nakon što bi ostali bez oružja skakali i borili se zubima i noktima, te mnoge druge slične priče koji glorificiraju Grke.

### Lakonski izrazi
Lakonski izrazi opisuje jezgrovit i kratki načina govora specifičan za Spartu i Lakoniju, područje na Peloponezu u drevnoj Grčkoj gdje su živjeli Spartanci. Najpoznatiji lakonski izraz vezan uz bitku je onaj kada je Leonida kao odgovor na perzijski poziv na predaju oružja odgovorio „Molon labe!“, odnosno „Dođi i uzmi ga!“. Herodot spominje i kako je spartanski vojnik Dienek na navode kako će perzijske strijele zasjeniti sunce odgovorio „Mnogo bolje, jer borit ćemo se u hladu“. Sličaj primjer spominje i Plutarh koji navodi kako je Leonida na pitanje njegove supruge što će napraviti ako se ne on vrati, odgovorio: „Udaj se za dobra čovjeka i rodi dobru djecu“.

## Kontradikcije
Budući da se scenarij bitke kod Termopila uglavnom temelji na grčkim izvorima (uglavnom Herodotu) koji su pristrani, moderni povjesničari slažu se kako u antičkim izvorima postoji mnogo kontradikcija, preuveličavanja i nejasnoća koje su plod želje grčkih povjesničara da ublaže gorčinu poraza i stvore što slavniju sliku o svojim predcima.

### Broj vojnika
Herodot u svojim djelima navodi kako je u pohodu na Grčku sudjelovalo čak 5,2 milijuna Perzijanaca i njihovih saveznika, dok su moderni povjesničari reducirali tu brojku na realnijih stotinjak tisuća ljudi. Prema nekim povjesničarima poput Hansa Delbruecka u perzijskom pohodu sudjelovalo je svega 15-20 tisuća vojnika, odnosno 350 puta manje od Herodotovih brojki.

### Broj žrtava
Grčki izvori spominju kako je kod Termopila poginulo 20.000 Perzijanaca što se danas također čini nerealnim, s obzirom na to da se toliki broj ljudi ni teoretski nije mogao boriti u prolazu širine 14 metara, čak ni u razdoblju od tri dana. Također, Herodot spominje kako su zadnje grčke vojnike Perzijanci pobili strijelama iz daljine što isto tako ne ide u prilog priči o golemim perzijskim žrtvama.

### Sukob civilizacija
Iako su mnogi zapadni povjesničari pokušali opisati bitku kao sukob istočne i zapadne civilizacije, mnoge povijesne činjenice tome ne idu u prilog. Naime, ni Atenjani, Spartanci ili ostali Grci nisu osjećali nacionalnu svijest već su stoljećima ratovali za prevlast i dominaciju nad grčkim teritorijem, o čemu svjedoče i međusobni grčki ratovi prije i poslije perzijske ekspedicije. Također, veliki broj grčkih pokrajina dobrovoljno je sudjelovao na strani Perzije, što uključuje Tesaliju, Tebu, Boetiju i Makedoniju. Kasnije je u doba Peloponeskog rata čak i Sparta postala saveznikom Perzije protiv Atene, koja je također postala perzijskim saveznikom protiv Sparte, ovaj put u Korintskom ratu.

### Tiranija i sloboda
U Grčkoj i zapadnom svijetu bitka se često pokušava interpretirati kao sukob grčke demokracije i perzijske tiranije, odnosno grčke vojnike kao slobodnjake a perzijske kao robove, što prema povijesnim dokazima također nema činjeničnih uporišta. Perzija nikada nije bila robovlasnička država, i ropstvo je bilo zabranjeno u svih tridesetak perzijskih pokrajina ili satrapija. Unutrašnja pitanja na nivou carstva rješavana su demokratskim putem, a sve federalne jedinice (satrapije) same su rješavale vlastita unutrašnja politička pitanja, što podrazumijeva da su perzijske pokrajine imale status potpunih autonomija. Osnivač dinastije Ahemenida, odnosno Perzijskog carstva - Kir Veliki, bio je prvi državnik u povijesti koji je jamčio jednakost, ravnopravnost i ljudska prava za sve stanovnike njegovog carstva. Njegov dokument, famozni Kirov cilindar, bio je prvi pisani dokument o ljudskim pravima. Istodobno, ropstvo je bilo prakticirano u svim grčkim gradovima-državama, čak i u tzv. „demokracijama“ poput Atene u kojoj su robovi činili većinu stanovništva, te u kojoj je svega 8000 od 400.000 građana imalo politička prava. Perzijska vojska sastojala se isključivo od profesionalaca i dragovoljaca, dok su na grčkoj strani ratovali stotine robova, tzv. helota. Zbog tih razloga većina grčkih sjevernih polisa priključila se Perziji u ratu protiv Atene i Sparte.

## Popularna kultura
Bitka kod Termopila postala je ikona zapadne povijesti još od antičkog doba. Inspirirala je nebrojene pjesme i citate, knjige, filmove, serije i videoigre, a važan čimbenik je i usmena predaja. Među umjetničkim radovima najpoznatiji su film „300 Spartanaca“ iz 1962., te Frank Millerov „300“ iz 2007. koji je postao vrlo kontroverzan zbog vrijeđanja perzijske kulture i prikazivanja Perzijanaca kao deformiranih krvožednih barbara, zbog čega su prosvjedovali Iranci diljem svijeta; Iranska akademija umjetnosti prosvjedovala je UNESCO-u, a oglasio se i sam iranski predsjednik Mahmud Ahmadinežad koji je film nazvao psihološkom pripremom američke javnosti na rat protiv Irana.
Poslije bitke spartanska kultura postala je inspiracija i predmetom obožavanja i oponašanja diljem zapadnog svijeta, što je fenomen poznat kao lakonofilija.

## Vanjske poveznice
- Dr. Kaveh Farrokh: Osvrt na film „300“
- EDSITEment Obrazovni plan: 300 Spartanaca u bitci kod Termopila: Herodotova prava priča (iz Nacionalne zaklade za humanističke znanosti)
- Lendering, Jona. 1996–2007. Herodotov 22. svezak: Termopil. Livius članci antičke povijesti. Inačica izvorne stranice arhivirana 11. listopada 2007. Pristupljeno 19. listopada 2007.CS1 održavanje: format datuma (link)
- Pet velikih bitaka antike od Davida L. Smitha, Symposion Lectures  Arhivirana inačica izvorne stranice od 4. svibnja 2009. (Wayback Machine), 30. lipanj 2006.
- Moderni spomenik na siu.edu
- Spartanski pogrebni brežuljak na coloradocollege.edu
- Bitka kod Termopila Lycurgus.org